# Кутаиска губерния
Кутаиска губерния (на руски: Кутаисская губерния) е губерния на Руската империя, съществувала от 1846 до 1918 година. Заема източната част на днешна Грузия и съседни части на днешна Турция, а столица е град Кутаиси. Към 1897 година населението ѝ е около 0,91 милиона души, главно грузинци (33%), имеретинци (26%), мингрели (23%) и абхазци (6%).
Създадена е през 1846 година с разделянето на дотогавашната Грузино-Имеретинска губерния. През 1883 година към нея са присъединени Батумска област и Сухумски окръг, които през 1903 година отново са отделени. През април 1918 година губернията става част от новосъздадената Задкавказка демократична федеративна република.